# 刘玉珂 (中华民国)
刘玉珂（1881年—1957年）字鸣銮（又作明岚），直隶天津人。中华民国军事将领。

## 生平
1901年，刘玉珂自保定军官速成学堂第一期毕业，后考入北京陆军大学。辛亥革命前夕，任绥远光复军团管带，任内率先剪去辫子，加入中国同盟会，后任副师长。1913年，入北京陆军大学第二期。
1919年，刘玉珂任江苏督军公署参谋长兼长江水运督办。1924年1月26日，获授将军府雍威将军。江苏督军李纯自杀之后，刘玉珂留任继任江苏督军齐燮元的参谋长。不久，刘玉珂调任东三省巡阅使署参谋长，山东督军陈调元的参谋长、高级顾问。
北伐之后，刘玉珂任国民政府军事参议院中将参议。抗日战争期间，任国民政府军事参议院上将代院长。抗日战争胜利后，刘玉珂于1946年退役，回到天津闲居，自娱于诗文。
1957年，刘玉珂逝世。

## 著作
- 《度庐诗集》五十册[1]